# 短鰭三鬚鱈
短鰭三鬚鱈，為輻鰭魚綱鱈形目江鱈科的其中一種，分布於東北大西洋區，包括斯堪地那維亞半島、冰島、不列顛群島、法羅群島、北海、地中海等海域，棲息深度20-120公尺，體長可達60公分，為底棲性魚類，棲息在岩石底質海域，屬肉食性，以魚類、甲殼類、軟體動物、多毛類等為食，可做為食用魚。

## 擴展閱讀
維基物種上的相關：短鰭三鬚鱈